# Financière immobilière bordelaise
Pour les articles homonymes, voir FIB.
La Financière immobilière bordelaise, ou FIB (anciennement immobilière Spiic), est un holding français spécialisé dans l'immobilier commercial et le secteur de la distribution, appartenant à Michel Ohayon. Ce groupe est ou a été notamment propriétaire, directement ou indirectement par différents montages financiers (à travers sa filiale HPB notamment), des enseignes Camaïeu ou Go Sport, quelques parts dans la marque de café Legal par l'intermédiaire du fils aîné Ohayon, ainsi que de certains magasins de la franchise Galeries Lafayette. La principale entité de ce holding est Hermione People & Brands (HPB) gérant les activités de distribution.

## Historique
La Financière immobilière bordelaise est fondée en 1996 par Michel Ohayon, alors franchisé dans l'habillement à Bordeaux, au départ pour racheter les murs de ses magasins. Ce dernier investit à plusieurs reprises dans l'immobilier, comme le Grand Hôtel de Bordeaux, le Waldorf Astoria Trianon à Versailles et à Jérusalem, le Sheraton de Roissy-Charles-de-Gaulle ou même un grand cru de Saint-émilion.

### 2018:  création du groupe HPB et reprise de 22 magasins Galeries Lafayette
Hermione People & Brands (HPB), une entité « sœur » coiffée par la FIB est créée en 2018.
À partir de 2018, Michel Ohayon va accumuler les rachats dans la distribution, la plupart liées directement ou indirectement au textile, secteur alors en difficulté. Hermione Retail, filiale d'HPB, reprend, cette année là, la franchise de 22 des magasins Galeries Lafayette, essentiellement situés dans de petites ou moyennes agglomérations (dont Amiens, Cannes, La Rochelle, Rouen et Toulon, mais aussi Bayonne, Dax, Pau et Tarbes),,. Le modèle économique de ces magasins est alors en difficulté. Michel Ohayon souhaite donc investir dans leur transformation numérique et leur redonner une dynamique commerciale locale, pour bénéficier autant que possible de leur emplacement stratégique au cœur des villes. Il n'achète pas seulement la marque , mais également les murs, perpétuant ainsi ses investissements immobiliers d'origine.
En octobre 2018, la Financière immobilière bordelaise soutient financièrement le plan de continuation de l'enseigne La Grande Récré par son président-directeur général Jean-Michel Grunberg, alors en redressement judiciaire.

### 2020: HPB rachète Camaïeu
Milieu 2020, Hermione People & Brands (HPB) reprend 511 magasins Camaïeu en difficulté après plusieurs cessations des paiements entre 2016 et 2018,,,. Camaïeu compte alors 2 659 salariés,. Au moment de valider l'offre de HPB, le tribunal de commerce de Lille critique dans sa décision la faiblesse des prix proposés par les candidats à la reprise,. 460 départs et un plan de sauvegarde de l'emploi de 5 millions d'euros sont prévus. 

### 2021: HPB reprend Gap France, puis Go Sport
Entre-temps en avril 2021, HPB reprend, pour un euro symbolique, Gap France, qui compte alors 21 points de vente,. Ce n'est pas considéré comme un rachat d'entreprise d'après Michel Ohayon qui précise que cette filiale a été « créée de toutes pièces lorsque le groupe américain nous a accordé la master franchise pour la France et plusieurs pays d'Europe. »
Puis, en décembre 2021, Go Sport appartenant alors à Rallye est racheté, toujours pour un euro symbolique. Gap France est revendu peu après à Go Sport pour plus d'une trentaine de millions d'euros.

### 2022: liquidation de Camaïeu, puis redressement judiciaire de Go Sport
En mars 2022 les cafés Legal sont en partie rachetés par le fils de Michel Ohayon. En août, Camaïeu est placée en redressement judiciaire ; HPB, qui ne souhaite plus apporter de financement, ne peut convaincre le tribunal et Camaïeu ferme définitivement fin septembre 2022 avec des dizaines de millions d'euros de dettes.
Patrick Puy, redresseur d'entreprises, est alors nommé le 3 janvier 2023 à la tête de Go Sport France. En parallèle est ouverte une enquête préliminaire, par le parquet de Grenoble, pour abus de biens sociaux concernant des mouvements de fonds de plusieurs millions entre Go Sport et HPB. En effet, la remontée de plus de 30 millions d'euros vers la holding laisse perplexe les syndicats : HPB explique avoir financé le rachat de Gap France par Go Sport ; mais la somme reste étonnante pour les observateurs, alors qu'à l'origine en 2021, Gap a été racheté pour un euro. Répercussion de cette enquête et de ce mouvement de ce flux de trésorerie, début 2023, peu après la faillite de Camaïeu, le holding de Go Sport est placé en redressement judiciaire par le tribunal de commerce de Grenoble, à cause d'une cessation de paiements,. La justice s'interroge sur le passif de quatorze millions d'euros et sur l'utilisation du PGE de 55 millions « présent dans les caisses de Go Sport à sa reprise ». HPB fait appel. L'« effet domino » fait craindre que le même sort soit réservé à Gap France, elle aussi grevée de 12 millions d'euros de dettes envers la maison mère américaine.

### 2023: redressement judiciaire de la FIB
La Financière immobilière bordelaise (en fait à cause de trois des sociétés intégrés à la FIB et ayant financé les hôtels) en cessation de paiements est placée en redressement judiciaire le 15 février 2023, avec 500 millions d’euros de passif.
Michel Ohayon annonce qu'il va placer en redressement judiciaire les 26 magasins Galeries Lafayette qu'il contrôle en France « pour les protéger de toute attaque »,. Ce dernier met en cause Wilhem Hubner ancien président de HPB jusqu'au 25 janvier 2023, date à laquelle il est révoqué sans ménagement. Par la suite les baux commerciaux de neuf magasins Gap sont acquis par JD Sports en mai, alors qu'Intersport achète Go Sport. Au printemps 2024, les 26 magasins franchisés Galeries Lafayette, jusque là en procédure de sauvegarde, sont autorisés par le tribunal de commerce de Bordeaux à continuer leur activité.

## Activités

### Immobilier
Le groupe FIB dispose de bureaux et d'hôtels dans les principales villes françaises, dont le Grand Hôtel de Bordeaux, le Trianon Palace Versailles et le Sheraton de Roissy-CDG,,. 
Fin 2016, la FIB détient « 400 000 m2 d'immobilier dans 20 villes en Europe ». Lors des problèmes financiers de HPB à partir de 2022, il est constaté que les différents projets immobiliers n'ont pas reçu les investissements promis et les ambitions de Michel Ohayon n'ont pas abouti.

### Distribution
Michel Ohayon est indirectement présent dans la distribution textile (avec les Galeries Lafayette ou la franchise Gap France), de jouets (via Jouetland) ou d'articles sportifs (avec Go Sport). La plupart de ces différentes enseignes sont regroupées dans la filiale Hermione People & Brands. La Grande Récré n'est pas intégrée à HPB. Son principal modèle économique reste l'autofinancement par l'endettement, par exemple en retardant les paiements ; mais cette forme d'autofinancement n'entraine, de la part de HPB, que peu ou pas d'investissements dans les différentes enseignes. 

## Données financières
En 2017, le total des actifs de la Financière immobilière bordelaise est estimé à plus de 2 milliards d'euros,.